# 沙美特羅
沙美特罗 是一种用于预防哮喘以及慢性阻塞性肺病突然發作的藥物。 這些疾病發作時的症状有呼吸困难、喘鳴、咳嗽和胸闷。它可以用于预防运动期间出現的呼吸困难。
研發沙美特羅的製藥廠於1983年获得沙美特羅的专利。1990年，沙美特羅投入臨床使用。